# Stade Maria Lamas Farache
Le Stade Maria Lamas Farache (en portugais : Estádio Maria Lamas Farache), également connu sous le nom de Frasqueirão, est un stade de football brésilien situé dans la ville de Natal, dans l'État du Rio Grande do Norte.
Le stade, doté de 18 000 places et inauguré en 2006, sert d'enceinte à domicile à l'équipe de football de l'ABC Futebol Clube.
Le stade porte le nom de Maria Lamas Farache, la femme de Vicente Farache, ancien président du club de l'ABC.

## Histoire
Les travaux du stade se terminent en 2006 (pour un coût total de 12 millions de reais, dont 210 000 donnés par l'état du Rio Grande do Norte).
Il est inauguré le 22 janvier 2006, lors d'un match nul 1-1 entre les locaux de l'ABC FC et l'Alecrim FC (le premier but au stade étant inscrit par da Cunha, joueur de l'Alecrim).
Le record d'affluence au stade est de 16 597 spectateurs, lors d'une victoire 2-1 de l'ABC contre l'EC Bahia le 2 septembre 2007.

## Galerie

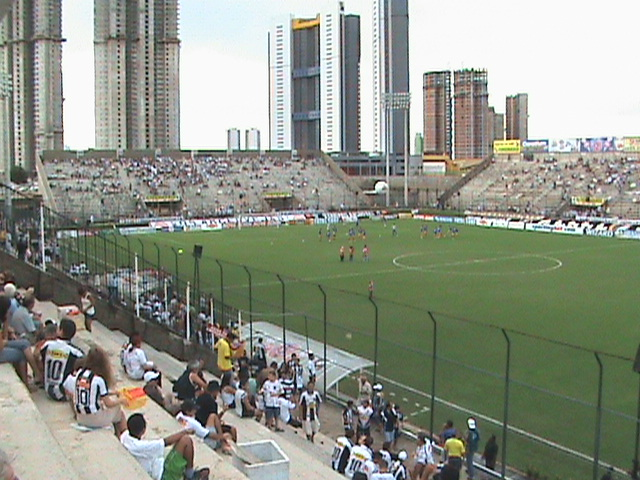
Vue du stade depuis la tribune
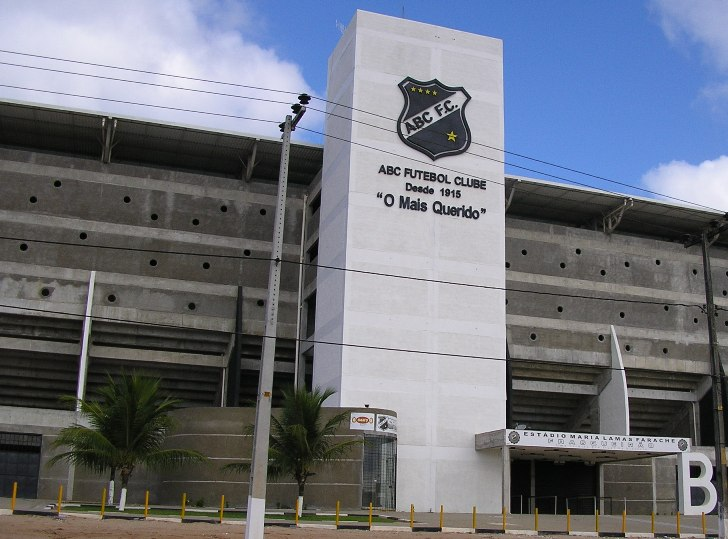
Vue de l'extérieur du stade no 1
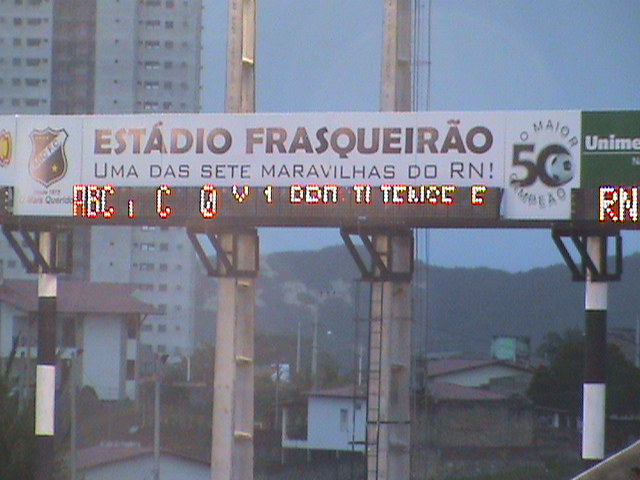
Vue de l'extérieur du stade no 2